# جهان در پوست گردو
جهان در پوست گردو (به انگلیسی: The Universe in a Nutshell) یکی از کتاب‌های استیون هاوکینگ در زمینه فیزیک نظری است که برای مخاطب عام نوشته شده‌است. این کتاب تاریخچه و اصول فیزیک نوین را بیان می‌کند و به مطالب گوناگونی در ارتباط با مکانیک کوانتومی و نظریه ریسمان می‌پردازد. از دیدگاه عمومی، کتاب جهان در پوست گردو دنبالهٔ به روز شدهٔ کتاب پرفروش تاریخچه مختصر زمان محسوب می‌شود.
این کتاب جایزه بهترین کتاب علمی سال را نیز برده است.
این کتاب برای کسانی که میخواهند جهان را خوب بشناسند ضروری است.

## فهرست مطالب کتاب
۱- تاریخچه مختصر نسبیت
۲- شکل زمان
۳- جهان در پوست گردو
۴- پیشگویی آینده
۵- نگهبانی از گذشته
۶- آینده ما؟ پیشتازان فضا یا نه؟
۷- دنیای جدید برِین

## بخشی از کتاب مربوط به فصل اول
یک برآمد بسیار مهم نسبیت رابطة بین جرم و انرژی است. ادعای آلبرت اینشتین که سرعت نور باید برای تمام ناظران یکسان باشد ایجاب می‌کند که هیج چیز نمی‌تواند تند تر از نور حرکت کند. در نتیجه استفاده از انرژی برای شتاب دادن هر چیز چه ذره باشد و چه سفینه فضائی، بر جرمش می‌افزاید و کار بیشتر را سخت تر می‌کنند. شتاب دادن یک ذره تا سرعت نور ناممکن خواهد بود. زیرا مقدار بی‌نهایت انرژی لازم خواهد داشت. جرم و انرژی معادل هستند. آن طور که در فرمول معروف اینشتاین خلاصه شده‌است: E=MC ۲ می‌توان گفت این معادله در فیزیک، تنها معادله‌ای است که زبانزد خاص و عام است.
در میان برآمدهای آن، درک این بود که اگر هسته یک اتم اورانیوم شکافته و به دو هسته با جرم‌های تقریباً کمتر تقسیم شود، انرژی بی اندازهٔ زیادی تولید خواهد کرد.